# Joseph Coosemans
Pour les articles homonymes, voir Joseph et Coosemans.
 (janvier 2022).
Si vous disposez d'ouvrages ou d'articles de référence ou si vous connaissez des sites web de qualité traitant du thème abordé ici, merci de compléter l'article en donnant les références utiles à sa vérifiabilité et en les liant à la section « Notes et références ».
Joseph Théodore Coosemans est un peintre belge né à Bruxelles le 19 mars 1828 et mort à Schaerbeek le 24 septembre 1904.

## Biographie
Vers 1846, Joseph Coosemans s'installe à Tervuren et occupe le poste de secrétaire communal. Il s'intéresse à la peinture et peint des portraits en autodidacte. Sous l'influence de Théodore Fourmois (1814-1871) il se tourne vers le paysage. À partir de 1860, la peinture devient sa grande passion. Il expose pour la première fois en 1863.
Il s'y consacre entièrement à partir de 1872 et fait partie de la première génération de peintres de l'École de Tervueren, créée par son ami Hippolyte Boulenger.
En 1868, il rejoint la Société libre des beaux-arts créée sur les bases de l'Atelier Saint-Luc de Schaerbeek. C'était à l'origine un petit atelier de peintres. Ce lieu dont l'ambiance était fort joyeuse constituait une sorte d'académie libre.
Il se rend en Normandie avec Alfred Verwée (1838-1895) et Louis Dubois (1830-1880) puis en Italie. Il séjourne à Barbizon, ce dont témoignent ses tableaux Le Chemin des artistes à Barbizon (Bruxelles, musées royaux des beaux-arts de Belgique) et Rochers de Francart à Fontainebleau.
Au fil du temps, son œuvre évolue d’une peinture méticuleuse et détaillée, sous l'influence de Fourmois, à une peinture plus libre et simplifiée sous l’influence de Boulenger. Il est fait  Chevalier de l'ordre de Léopold le 18 novembre 1875.
Il séjourne à Louvain en 1886. En 1887, il est nommé professeur de paysage à l'Institut supérieur de l’Académie des beaux-arts d’Anvers (NHISKA). Alors qu'une hémorragie cérébrale paralyse son côté droit en 1893, il parvient avec succès à apprendre à peindre de la main gauche mais ses toiles perdent de la précision. À la suite de sa maladie, il meurt le 24 septembre 1904.
Franz Courtens le remplace comme professeur et inscrit son enseignement dans la continuité de son prédécesseur.

## Postérité
Peu après sa mort, la commune de Schaerbeek, en plein essor immobilier, baptise une de ses nouvelles artères du nom de  Joseph Coosemans. Il a été domicilié 81, rue Dupont à Schaerbeek.
En 2004, à l'occasion du centenaire de sa mort, la commune de Schaerbeek lui a rendu hommage en exposant 49 de ses œuvres ainsi que deux toiles de son fils, Frits Coosemans, L’intérieur de Coosemans, un Buste de Joseph Coosemans par Léon Mignon (1847-1898) et le Portrait de Joseph Coosemans par Jean-Emmanuel Van den Bussche (1837-1903).

## Œuvres
Quelques-unes de ses œuvres sont conservées aux musées de Bruges, Bruxelles, Courtrai, Gand et Liège.

Œuvres de Joseph Coosemans
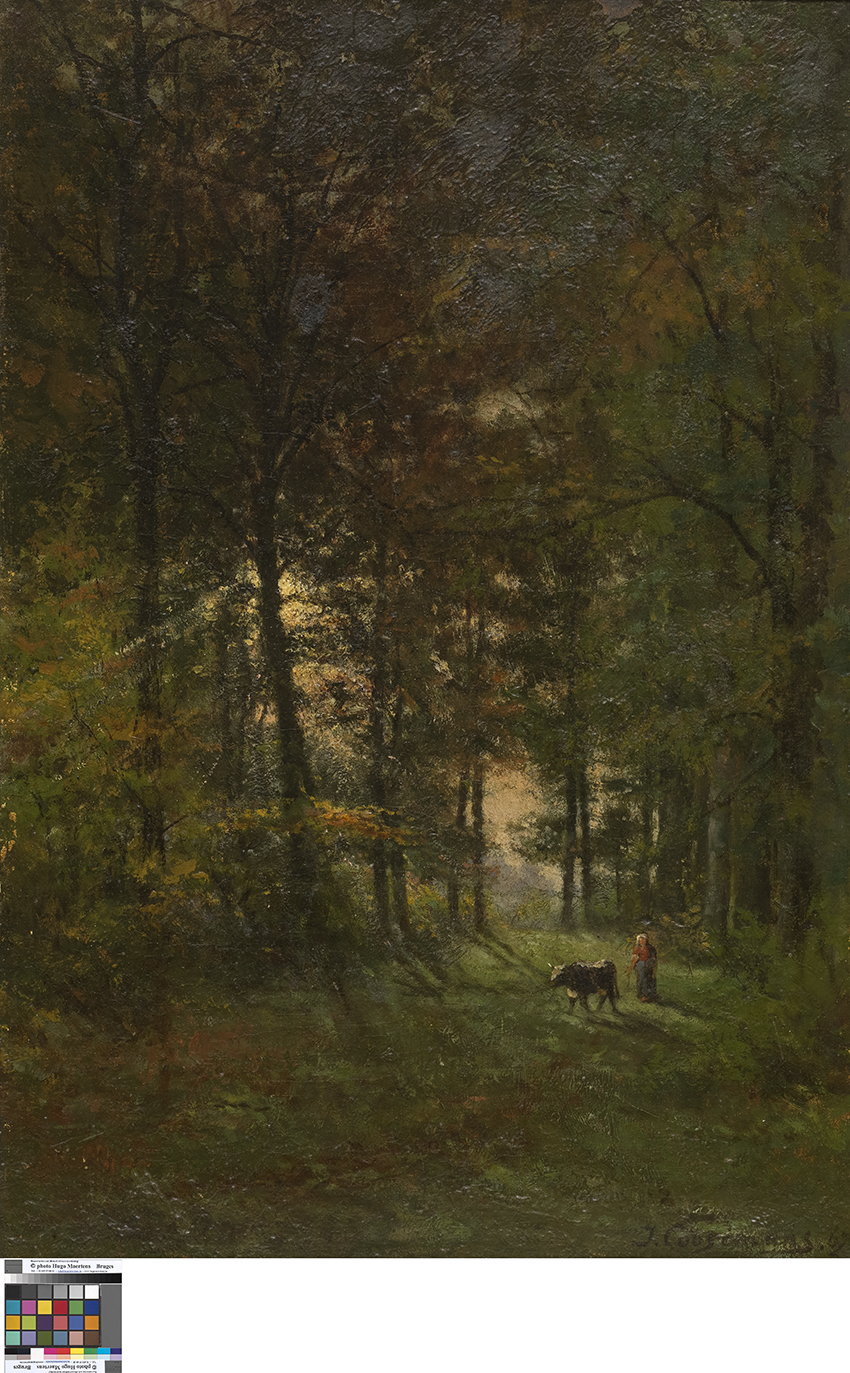
Paysage forestier (1867), Bruges, musée Groeninge.
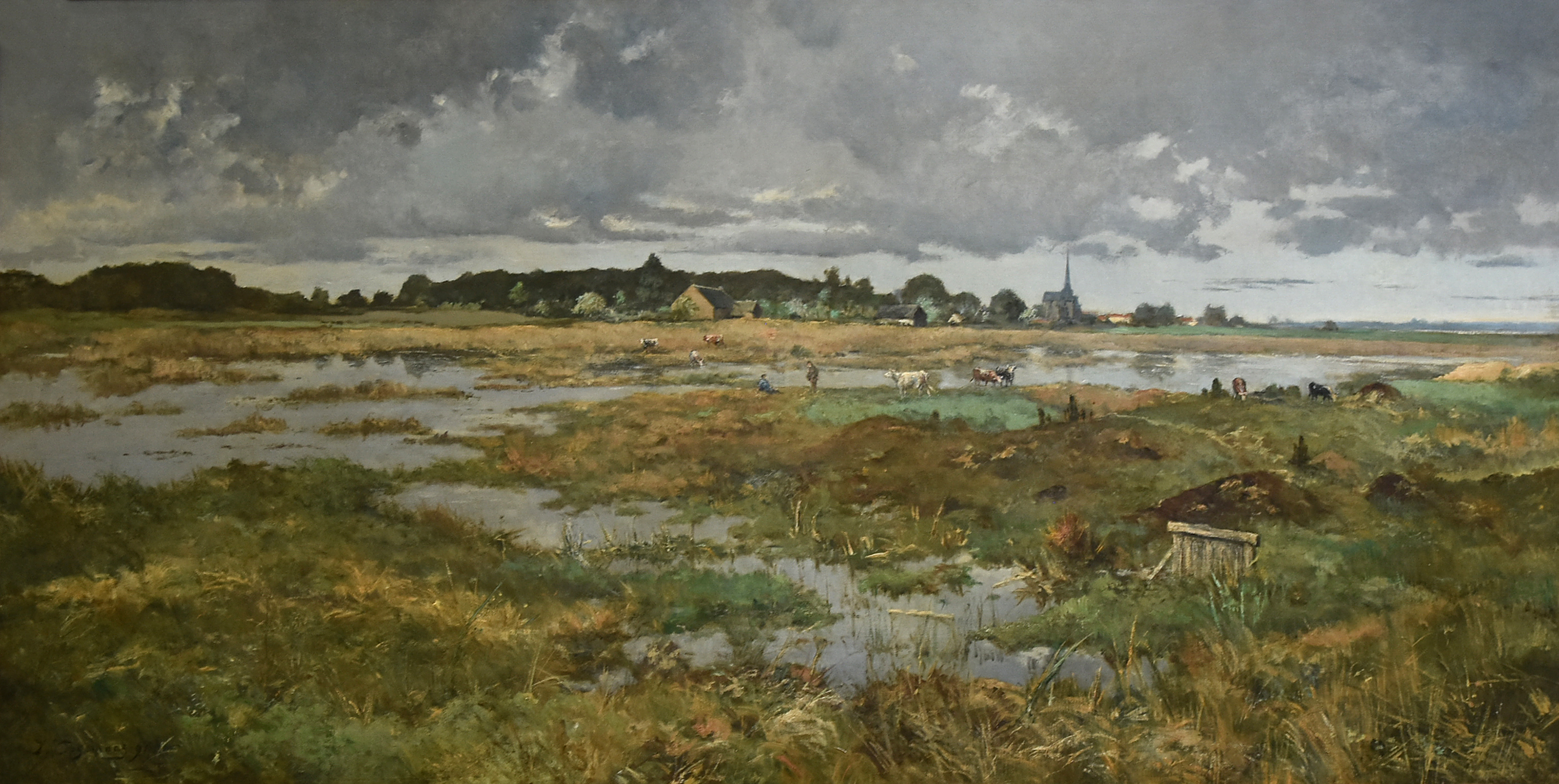
Marais à Genck  (1891), Genk, Emile Van Dorenmuseum (nl).
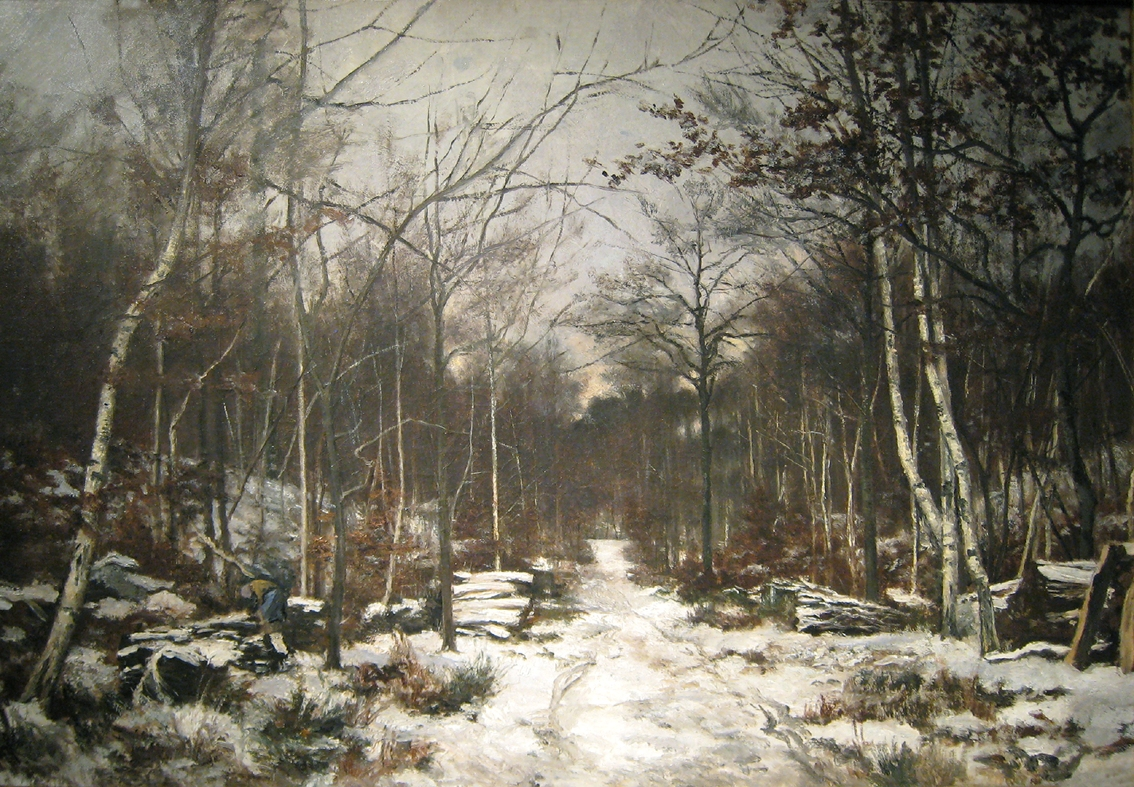
Forêt de Soignes, musée d'Ixelles.